# Comme à la radio
Comme à la radio ist ein Musikalbum von Brigitte Fontaine, Areski Belkacem und des Art Ensemble of Chicago. Die im November 1969 in Paris entstandenen Aufnahmen erschienen im selben Jahr auf dem Label Saravah. Die LP erhielt den renommierten Grand Prix du Disque de la Chanson Française der Akademie Charles Cros und ist bis heute eine der populärsten Aufnahmen Fontaines.

## Hintergrund
Während ihres Aufenthalts in Paris nahmen die ursprünglichen Mitglieder des Art Ensemble of Chicago, Lester Bowie, Joseph Jarman, Roscoe Mitchell und Malachi Favors, nicht nur eine Reihe von Alben unter eigenem Namen auf wie Message to Our Folks oder Les Stances à Sophie, sondern kooperierten auch bei mehreren Projekten, darunter die Single „Je suis un sauvage“ mit dem Schauspieler Alfred Panou und eine LP mit der französischen Sängerin, Schauspielerin und kritischen Denkerin Brigitte Fontaine. In den Jahren zuvor hatte sie begonnen, enger mit dem Proto-Folk-Songwriter Jacques Higelin (er schrieb einen des Songs ihrer LP Est…Folles) und ihrem baldigen lebenslangen Partner Areski Belkacem zusammenzuarbeiten, war ihrer Musik in etwas Fremdartigeres verwandelte, notierte Eden Tizard.
Als Fontaine 1965 ihr Plattendebüt gab, sei sie bereits eine veröffentlichte Dramatikerin und Schauspielerin gewesen, die auf zahlreichen Pariser Bühnen auftrat, schrieb Andy Beta in Pitchfork Media. Zum Zeitpunkt der Veröffentlichung ihres bahnbrechenden dritten Albums war Fontaine fast 30 Jahre alt und stilistisch weit entfernt von den Yé-Yé-Girls der französischen Popmusik; eher habe Fontaine sich eher dem grüblerischen Chanson von Jacques Brel angenähert. Aufbauend auf ihrem experimentellen Theaterhintergrund begann sie, Lieder zu schreiben, die sich von Standard-Pop-Reimschemata lösten, und nutzte dabei ihr kunstvolles Tempo und eine Form des gesprochenen Wortes, die ihre erdige Marlene-Dietrich-Intonation am effektivsten zum Einsatz brachte. 
Comme à la Radio geht auf die Musik-/Theaterwerke zurück, die Fontaine mit Jacques Higelin und Areski Belkacem Ende der 1960er-Jahre in Angriff nahm, wobei Fontaines heisere gesprochene Verse auf kargen und treibenden Rhythmen lagen, die sich auf volkstümliche sowie arabische und afrikanische Instrumente stützten. Der Coup des Albums sei dadurch gelungen, dass Brigitte Fontaine und Areski die Jazzgruppe Art Ensemble of Chicago ins Boot holen, die für ein paar Jahre im Pariser Exil lebte. Die Musik des Albums entstand in verschiedenen Besetzungen, bei denen neben den Musikern des Art Ensemble auch Gastmusiker wie der Trompeter Wadada Leo Smith und der Schlagzeuger Jean-François Jenny-Clark beteiligt waren.
Während des gesamten Albums setzen das Art Ensemble und Areski Handpercussion, coll’arco-Bass, Bouzouki, Shehnai, Sitar, Laute und gedämpfte Blechbläser ein, um Beduinenkarawanen, afrikanische Stammesmusik und summendes Treiben südlich der Sahara zu suggerieren – „alles betörend und geheimnisvoll einmal so, als würde es aus großer Entfernung kommen und durch Fontaines gedämpfte Darbietung intim klingen“, so Andy Beta. Fontaines Worte klingen nur für nicht-frankophone-Hörer verführerisch, so Beta, denn Fontaines Text zu „Comme à la radio“ kommentiert dieses akute Gefühl der Entfremdung und des Entsetzens in der modernen Welt, mit Zeilen über Tausende weinende, Polizisten, die einen jungen Mann schlagen, ein alkoholkranker Arzt, der in einem Flüstern eine Zeile wiederholt, die übersetzt „Es ist kalt auf der Welt“ bedeutet.

## Titelliste
- Brigitte Fontaine, Areski avec Art Ensemble of Chicago: Comme à la radio (Saravah SH10006)[3]

1. Comme à la radio	8:04
2. Tanka II	2:04
3. Le Brouillard	3:25
4. J’ai vingt-six ans	3:04
5. L’Été L’Été	3:56
6. Encore	1:35
7. Léo	3:51
8. Les Petits Chevaux	0:43
9. Tanka I	1:46
10. Lettre à Monsieur le chef de gare de la Tour Carol 6:05

Die Kompositionen stammen von Brigitte Fontaine, Jacques Higelin und Areski Belkacem.

## Besetzung
- Tanka II: Brigitte Fontaine (Gesang) mit Malachi Favors Maghostut (Bass), Areski (Conga)
- L’ete, L’ete:  Brigitte Fontaine mit Joseph Jarman (Sopraninosaxophon), Kokino de Paz (Zither), Albert Guez (Laute), Areski (vcl)
- Léo (1), Le brouillard (2): Wadada Leo Smith (Trompete), Joseph Jarman (Sopraninosaxophon, 2) NN (Piano, 1), Malachi Favors Maghostut (Bass), Areski (Perkussion, Gesang)
- Comme à la radio:  Brigitte Fontaine mit Lester Bowie (Trompete), Joseph Jarman (Oboe), Roscoe Mitchell (Flöte), Malachi Favors Maghostut (b) Areski (Perkussion)
- Mon Dieu, mon Dieu: Brigitte Fontaine mit Lester Bowie (Trompete), Joseph Jarman (Sopransaxophon), Roscoe Mitchell (Baritonsaxophon), Malachi Favors Maghostut (Bass),
- J’ai vingt-six ans, Encore, Les Petits Chevaux, Lettre à Monsieur Le Chef de Gare de la Tour de Carol: wahrscheinlich Albert Guez, J.-F. Jenny-Clark, Jean-Charles Capon, Joseph Jarman, Kakino De Paz

## Rezeption
Die kinetische Kraft dieses 1969 erstmals Art Ensemble of Chicago benannten Ensembles sei offensichtlich, schrieb Eden Tizard in The Quietus. Nehme man nur Alben dieser Zeit wie People in Sorrow oder Les Stances à Sophie, ein Album, dessen absoluter Opener „Themes de Yoyo“ wahrscheinlich die aufrichtigste Fusion aus Free Jazz und Funk war, die man jemals zu hören bekomme. Doch für den Autor sei das Album Comme à la radio das krönende Juwel dieser Ära des Art Ensemble, das Produkt einer Zusammenarbeit mit der Sängerin Brigitte Fontaine. Auf dem gesamten Album würden die Praktiken Fontaines und des Art Ensemble zu einem wahren Freigeist und einer endlosen Erfindung verschmelzen, die im Herzen des Titelstücks stecke. Es sei eine der großartigen, jedoch unterschätzten Platten des Art Ensemble.
Ausgehend von den Eröffnungstönen dieser muskulösen Walking-Bass-Linie von Malachi Favours sei das Titelstück eine verblüffende Mischung avantgardistischer Sensibilitäten – sowohl des Free Jazz als auch des französischen Rocks –, die eher fessle als ausschließe, schrieb Andy Beta. Das Art Ensemble hatte wie die besten amerikanischen Jazz-Ensembles der späten 1960er-Jahre Strukturen abstrahieren und auch ganz aufgeben können, aber hier würden sie mit hypnotisierender Wirkung aus der Tasche spielen, ausgehend von den lyrischen Bläserlinien, die von Joseph Jarman, Roscoe Mitchell und Wadada Leo Smith an der Front bereitgestellt werden. Unter dem pochenden Sog von Favours und Belkacem würden die Rhythmen in den Vordergrund rücken, und die Blechbläser webten acht bezaubernde Minuten lang in und um Fontaines verführerische gesprochene Zeilen.
Die Nummern mit den Beiträgen des Art Ensemble gehörten nach wie vor zu den eindrucksvollsten Crossovers des Free Jazz, aber was „Comme a la radio“ zu einem der bemerkenswertesten Dokumente dieser Ära macht, sei die Tatsache, dass es sich auch ohne die Gäste der Jazzmusiker um ein eindringliches Acid-Folk-Album unter den Blechbläsern handle. Die beeindruckendsten Momente des Albums entstehen, wenn Areski die gesamte Musik rund um Fontaines Gesang verwalte. Da seien das gespenstische Shenai und Bouzouki, die dem fragilen Zauberspruch von „L’Été L’Été“ eine exotische Note verleihen, oder die seltsamen Streicher auf dem erschütternden Albumabschluss „Lettre à Monsieur le Chef de Gare de la Tour de Carol“, der Gesäge der Streicher und summende Drones – immer schneller angetrieben von den Handtrommeln und dem wortlosen Gesang von Areski – steigern sich zu einem hypnotischen und fieberhaften Höhepunkt. Sowohl „Lettre“ als auch der Bonustrack „Le Noir C’Est Mieux Choisi“ gehören unabhängig von der Sprache immer noch zu den seligsten Dark-Folk-Songs, die jemals aufgenommen wurden.